# Templo de Apolo (Pompeya)
El templo de Apolo es un templo de época romana, sepultado durante la erupción del Vesubio del 79 y redescubierto tras las excavaciones arqueológicas de la antigua Pompeya. Era el edificio religioso más importante de la ciudad y uno de los más antiguos, así como el más visitado durante muchos años.

## Historia

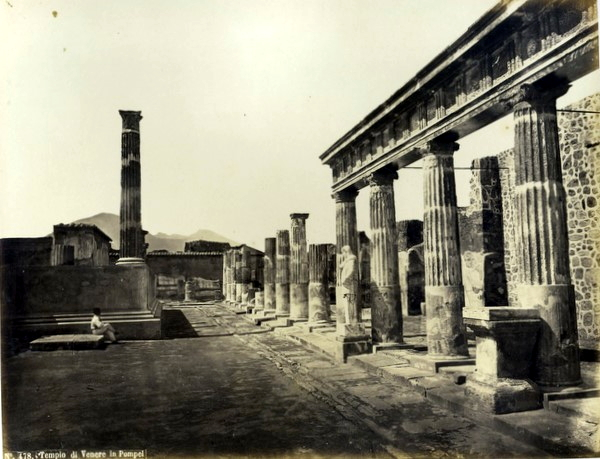
Imagen de época, finales del.

La construcción del templo dedicado a Apolo se remontaría a los siglos VIII o VII a. C., según atestiguan algunos hallazgos. La zona era inicialmente un área al aire libre donde se ubicaban algunos altares. En el siglo VI a. C. fue erigido un primer edificio con el techo recubierto con piezas de terracota decorada. Durante la época samnítica el templo fue completamente reconstruido por mandato del cuestor Oppio Campano, como así indica una inscripción grabada en el pavimento de la cella, en lengua osca:

« El cuestor Oppio Campano, promovió la construcción, por deliberación asamblearia, con el dinero ofrecido a Apolo.»

Apolo se convirtió en la divinidad más venerada de Pompeya. Su culto, importado de Grecia, estaba muy extendido en Campania ya desde el siglo VI a. C., como atestiguan las excavaciones realizadas en los alrededores del templo. Así, el edificio era el mayor centro religioso de la ciudad hasta la llegada del culto a Júpiter, momento en el que perdió importancia. Durante la época augusta se añadió un reloj solar y se construyó un muro que lo ocultaba de las vistas exteriores. Este muro posteriormente se estrechó para ampliar la plaza del foro.
En esta época se celebraban unos juegos en honor del dios, llamados Ludi Apollinares. Todavía no se conoce el motivo por el cual se conmemoraban, probablemente porque Apolo era una de las divinidades protectoras de la ciudad, o para favorecer la protección de las actividades comerciales.
Durante el terremoto del 62 el edificio sufrió importantes daños, que se estaban aún reparando en el momento de la erupción del Vesubio en el 79, razón por la cual se encontraba fuera de uso. El templo fue redescubierto, junto con el foro, a principios del siglo XIX.

## Descripción

### El recinto

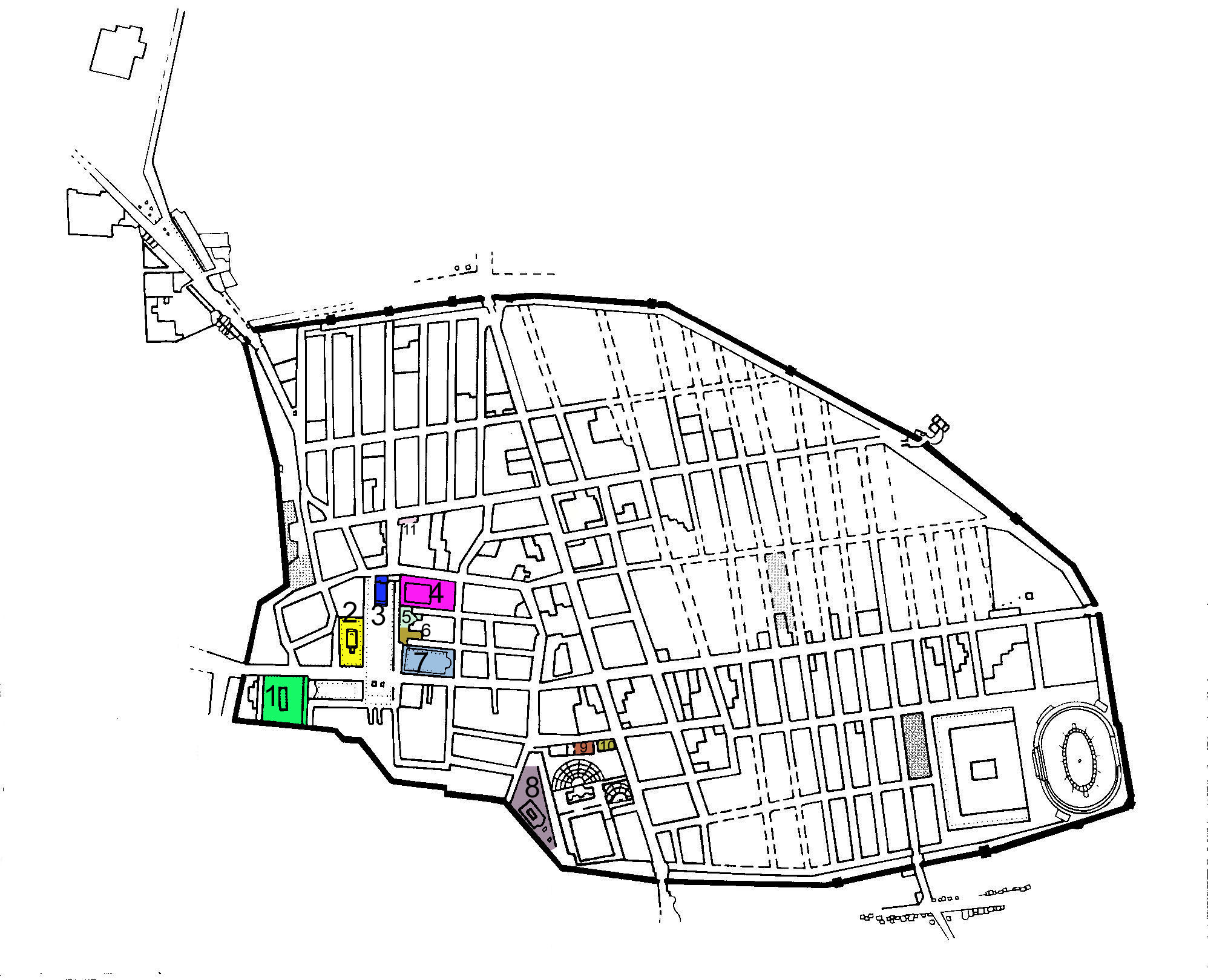
Plano de Pompeya con el foro y el templo de Apolo indicado en amarillo (número 2)

El templo de Apolo está situado al oeste del foro de Pompeya, en la parte suroeste de la ciudad. El recinto estaba rodeado por un muro perimetral realizado en opus incertum. Asimismo, se disponía alrededor del edificio una hilera de pilares realizados en toba volcánica de Nocera. El acceso actual es único y se realiza desde la vía Marina, que discurre paralela al lado sur del muro perimetral, aunque antes de los trabajos de restauración debían existir unas diez entradas. Estas fueron posteriormente cerradas y transformadas en nichos, el interior de los cuales se decoró con frescos que representaban escenas de la guerra de Troya. El cierre de estos accesos y el posterior levantamiento del muro que protegía el templo de la vista de las casas circundantes queda atestiguado mediante una inscripción:

(LA) « M. Holconius Rufus duo vir iure dcundo tertium C. Egnatius Postumus d.v.i.d. iterum ex decurionum decreto ius luminum opstruendorum redemerunt, parietemque privatum Coloniae Veneriae Corneliae usque ad tegulas faciundum coerarunt. »

(ES) « Marco Holconio Rufo duoviro con poder judicial por tercera vez y Cayo Egnacio Postumo duoviro con poder judicial por segunda vez redimieron, por deliberación decurial, el derecho de obstruir los vanos de luz por tres mil sestercios e hicieron construir hasta el techo un muro propiedad de la Colonia Cornelia»

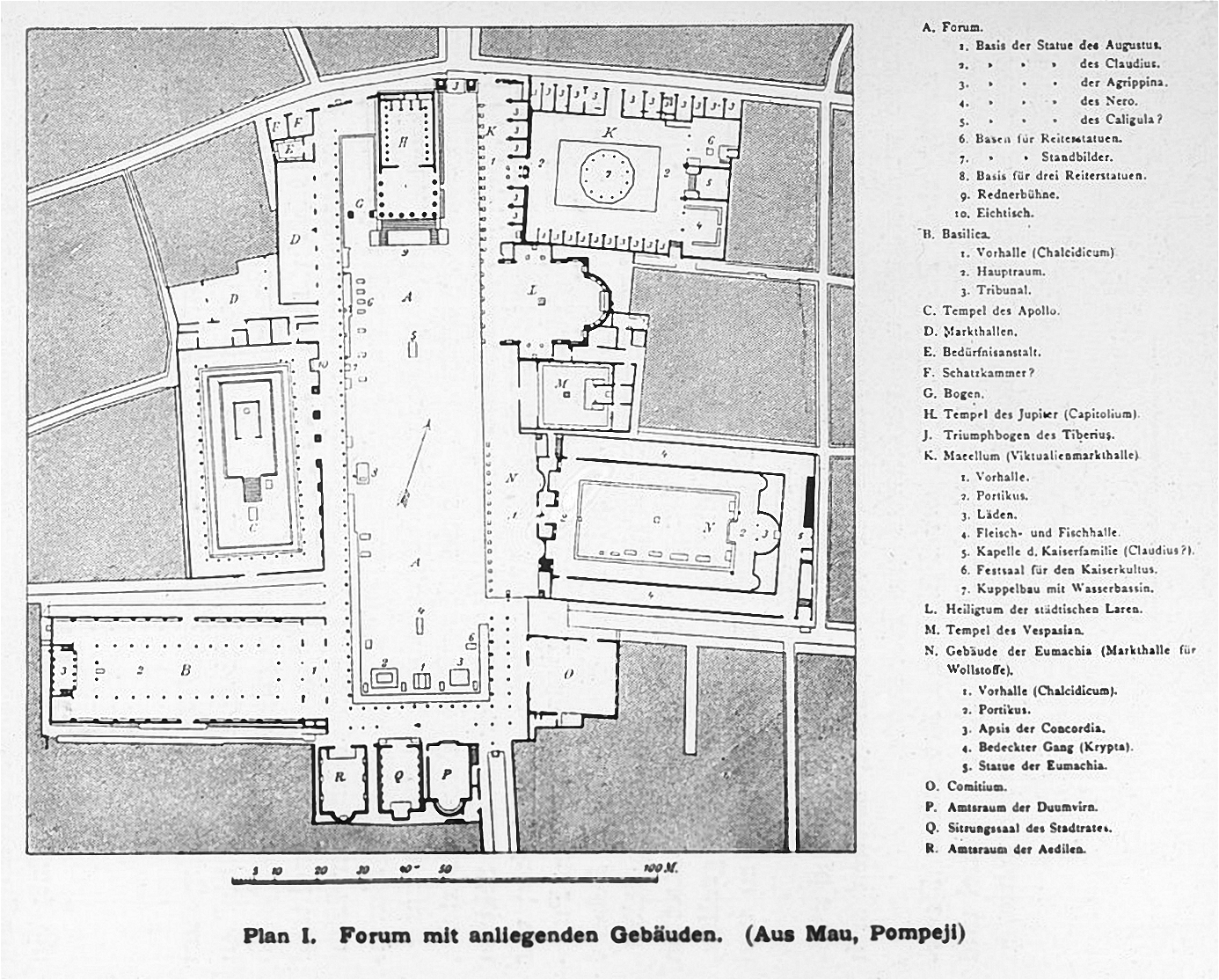
Antiguo mapa del foro de Pompeya con el templo de Apolo al oeste (C) (August Mau).

El interior del recinto del templo está formado por un peristilo con cuarenta y ocho columnas estriadas y realizadas en toba volcánica,  inicialmente coronadas con capiteles jónicos, que fueron reemplazados tras el terremoto del 62 por columnas de estuco y capiteles corintios pintados de amarillo, rojo y azul oscuro. Las columnas estaban rematadas por un arquitrabe de orden jónico, decorado en origen con metopas y triglifos y más tarde con grifos que sostenían coronas de hojas. Sobre el arquitrabe probablemente se disponía una serie de columnas más pequeñas con capiteles corintios. Sin embargo, de esta segunda fila de columnas no queda ningún rastro, ya que fueron retiradas para ser restauradas después del terremoto del 62.

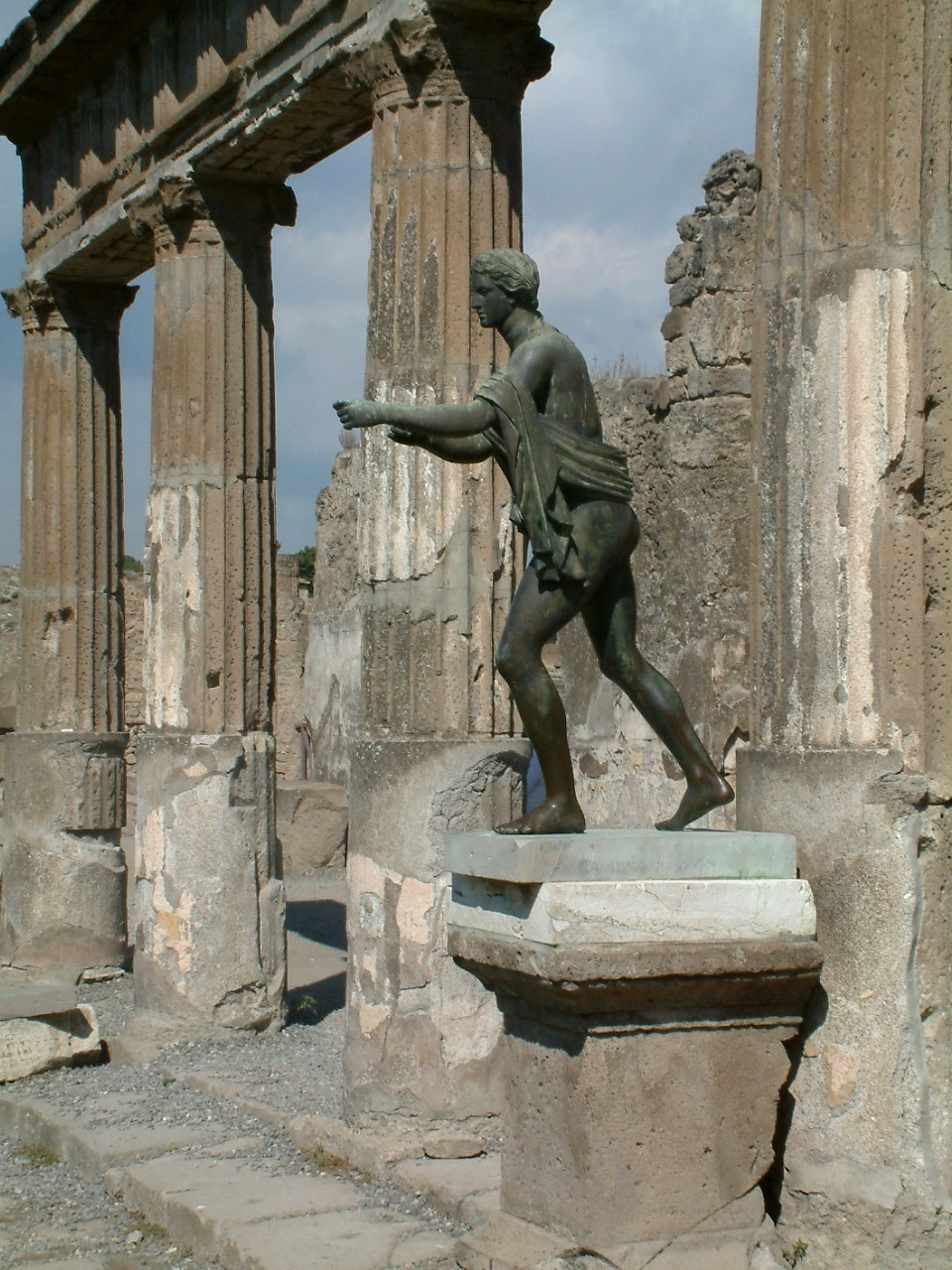
Copia del original de Apolo en el sitio donde se encontró.

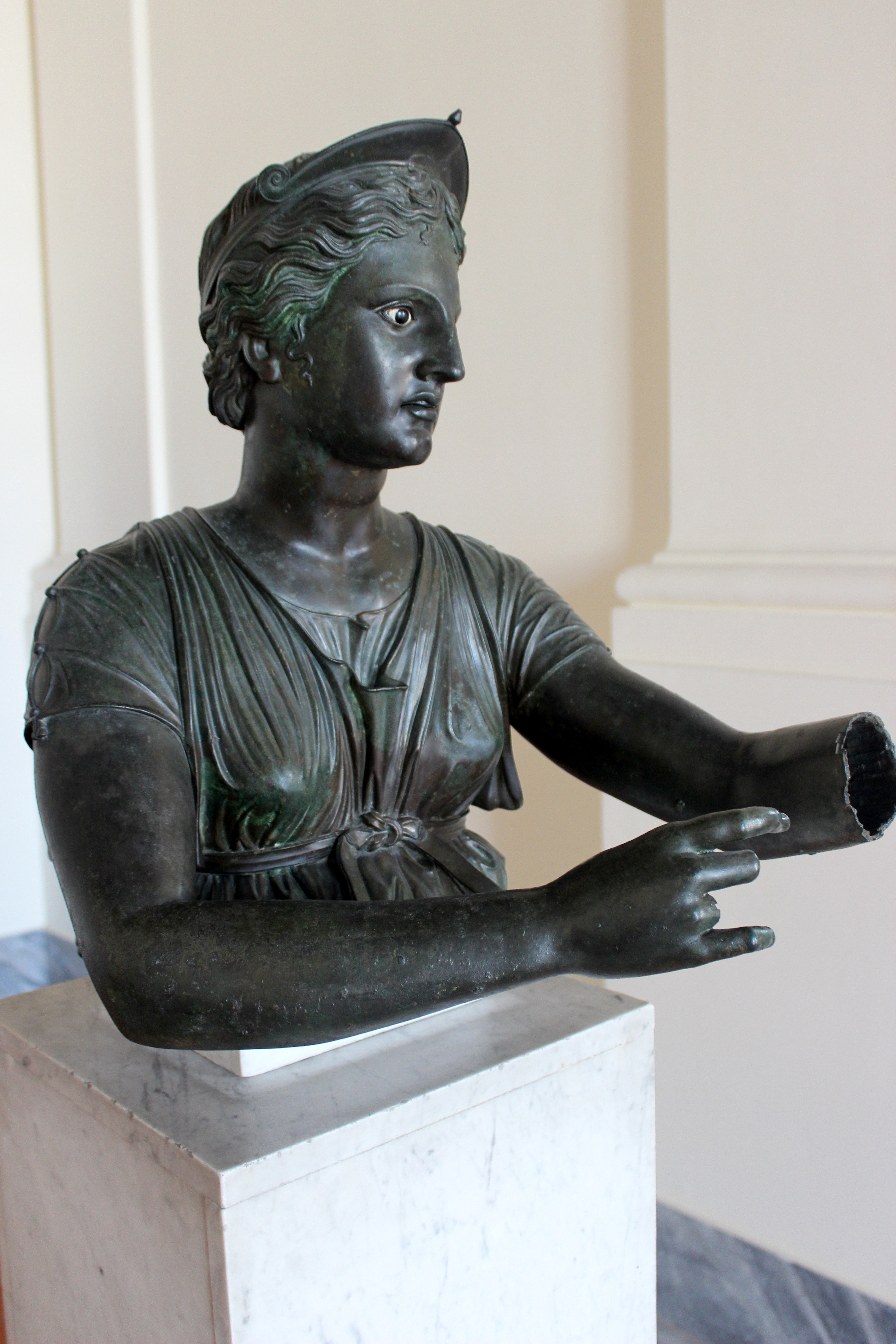
Diana cazadora (Diana saettante) en bronce encontrada en el témenos con pliegues en zig-zag y sonrisa arcaizante. Hoy en el Museo Arqueológico de Nápoles.

Enfrente de la columnata del pórtico y colocadas sobre pedestales se ubicaban las esculturas de algunas deidades, que actualmente se han recuperado y se conservan en el museo arqueológico de Nápoles. Entre las estatuas encontradas destacan una imagen de Venus, otra de Hermafrodito y un bronce de Apolo arquero, probablemente encargado por Lucio Mumio después de la destrucción de Corinto. También se hallaron la estatua de un joven Hermes cubierto con un himatión y un busto de Artemisa con un arco. Se realizaron copias del Apolo y del busto de Artemisa y se han reubicado donde fueron encontrados sus originales.
En el lado este del muro perimetral del templo, orientado hacia el foro, se localiza un nicho que contenía la mensa ponderaria.  Esta mensa estaba formada por un banco con nueve agujeros de diferentes tamaños que correspondían a nueve medidas distintas. Los huecos determinaban los pesos y medidas oficiales de la ciudad, que servían para proteger al ciudadano frente al fraude de comerciantes y mercaderes. Al principio, las medidas estaban escritas en lengua osca, y posteriormente fueron borradas y adaptadas a las medidas romanas.

### El edificio

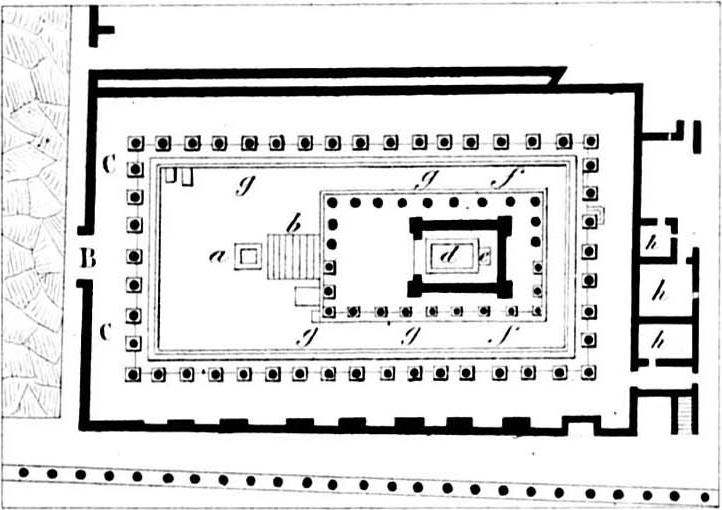
Planta del templo de Apolo.

El templo propiamente dicho está situado en el fondo del patio y se accede a su podio por medio de una escalinata. Enfrente de la misma hay un altar realizado en mármol blanco con una base de travertino, que tiene una inscripción en latín donde se indican los nombres de los quattuorviri que lo dedicaron. Al lado de los escalones hay una columna jónica sobre la cual se ubica un reloj de sol.
El edificio es de tipo períptero, formado por veintiocho columnas corintias, dentro del cual se sitúa la cella, que no está posicionada exactamente en el centro sino trasladada hacia la sexta columna. Sobre su lado izquierdo está ubicado el omphalos, el símbolo del ombligo del mundo que se veneraba en el santuario de Apolo en Delfos, formado por bloques de toba. El podio estaba realizado originariamente en piedra caliza y luego fue sustituido por otro en toba volcánica, sobre el cual probablemente se colocaba la estatua del dios. Esta no ha sido nunca encontrada ya que se supone que estaba en proceso de restauración en el momento de la erupción. Hay además dos bloques tallados en roca de lava con forma de paralelepípedo, que tal vez fuesen altares utilizados antes del siglo VI a. C. El pavimento, perteneciente al siglo II a. C., está realizada con piedras blancas y verdes, con una franja decorada a grecas y otra con pizarra. En el templo se encontraron diversas inscripciones, que atestiguan los importantes trabajos de restauración:

(LA) « M. Porcius M.f., L. Sextilius L.f., Cn Cornelius Cn.f., A. Cornelius A.f. III viri de decurionum sententia faciundam locarunt. »

(ES) « Marco Porcio hijo de Marco, Lucio Sextilio hijo de Lucio, Cneo Cornelio hijo de Aulo, adjudicaron el contrato por voluntad de los decuriones»

Otra inscripción, grabada sobre una columna de los alrededores del graderío, indica:

(LA) « L. Sepunius L.f. Sandilianus, M. Herennius A.f. Epidianus duoviri iure dicundo de sua ppecunia faciundum curarunt. »

(ES) « L. Sepunio Sandiliano hijo de Lucio, Marco Herenio Epidiano hijo de Aulo, duoviros con poder judicial hicieron construir con gastos propios »